# Clairavaux
Clairavaux é uma comuna francesa na região administrativa da Nova Aquitânia, no departamento de Creuse. Estende-se por uma área de 27,55 km². Em 2010 a comuna tinha 156 habitantes (densidade: 5,7 hab./km²).